# Győr-Moson-Sopron vármegyei 4. sz. országgyűlési egyéni választókerület
A Győr-Moson-Sopron vármegyei 4. számú országgyűlési egyéni választókerület egyike annak a 106 választókerületnek, amelyre a 2011. évi CCIII. törvény Magyarország területét felosztja, és amelyben a választópolgárok egy-egy országgyűlési képviselőt választhatnak. A választókerület nevének szabványos rövidítése: Győr-Moson-Sopron 04. OEVK. Székhelye: Sopron

## Területe
A választókerület az alábbi településeket foglalja magába:
1. Ágfalva
2. Ebergőc
3. Egyházasfalu
4. Fertőboz
5. Fertőd
6. Fertőhomok
7. Fertőrákos
8. Fertőszentmiklós
9. Fertőszéplak
10. Gyalóka
11. Harka
12. Hegykő
13. Hidegség
14. Kópháza
15. Lövő
16. Nagycenk
17. Nagylózs
18. Nemeskér
19. Pereszteg
20. Petőháza
21. Pinnye
22. Répcevis
23. Röjtökmuzsaj
24. Sarród
25. Sopron
26. Sopronhorpács
27. Sopronkövesd
28. Szakony
29. Und
30. Újkér
31. Völcsej
32. Zsira

## Országgyűlési képviselője
| Név           | Párt                                         | Párt        | Terminus    | Megjegyzés                                   |
| ------------- | -------------------------------------------- | ----------- | ----------- | -------------------------------------------- |
| Firtl Mátyás  |                                              | Fidesz-KDNP | 2014 – 2018 | A 2014-es országgyűlési választás eredménye: |
| Barcza Attila |                                              | Fidesz-KDNP | 2018 –      | A 2018-as országgyűlési választás eredménye: |
| Barcza Attila | A 2022-es országgyűlési választás eredménye: | Fidesz-KDNP | 2018 –      |                                              |

## Demográfiai profilja
| Iskolai végzettség                | Iskolai végzettség               | Iskolai végzettség | Iskolai végzettség | Iskolai végzettség |
| --------------------------------- | -------------------------------- | ------------------ | ------------------ | ------------------ |
|                                   |                                  |                    |                    | fő                 |
| Általános iskolát nem végezte el  | Általános iskolát nem végezte el |                    | 1145               | 1145               |
| Általános iskola                  | Általános iskola                 |                    | 11821              | 11821              |
| Szakmunkás                        | Szakmunkás                       |                    | 20102              | 20102              |
| Érettségi                         | Érettségi                        |                    | 30696              | 30696              |
| Diploma                           | Diploma                          |                    | 17536              | 17536              |
| A 2022. évi népszámlálás szerint. |                                  |                    |                    |                    |

A Győr-Moson-Sopron vármegyei 4. sz. választókerület lakónépessége 2022. október 1-jén 98 323 fő volt. A 2011-es és a 2022-es népszámlálás között 3347 fővel nőtt a választókerület lakosság száma. A választókerületben a korösszetétel alapján a legtöbben a középkorúak élnek 36 422 fővel, míg a legkevesebben a gyermekek 17 023 fővel. A választókerület lakosságának a 86%-nál van internet elérési lehetőség.
A legmagasabb befejezett iskolai végzettség szerint az érettségi végzettséggel rendelkezők élnek a legtöbben 30 696 fő, utánuk a következő nagy csoport a szakmunkások 20 102 fővel.
Gazdasági aktivitás szerint a lakosság közel fele foglalkoztatott 50 765 fő, második legjelentősebb csoport az inaktív keresők, akik főleg nyugdíjasok 21 508 fővel.
A választókerület legjelentősebb nemzetiségi csoportja a német 4183 fő, illetve a cigány 1198 fő. Magyar állampolgársággal nem rendelkező külföldi állampolgárok aránya 2,1%.
Vallási összetétel szerint a választókerületben lakók legnagyobb vallása a római katolikus (34 663 fő), valamint jelentős közösség még a reformátusok (2446 fő). A vallási közösséghez nem tartozók száma szintén jelentős (6891 fő), a választókerületben a második legnagyobb csoport a római katolikus vallás után.

## Országgyűlési választások

### 2014
A 2014-es országgyűlési választáson az alábbi jelöltek indultak: